# بورو (پا)

بورو شهری در شهرستان پا در استان باله در بورکینافاسوی جنوبی است و جمعیت آن ۱۳۰۰ نفر است.